# Karel Strachvic
Karel Strachvic, do roku 1945 Strachwitz (20. června 1933 Dymokury – 15. července 1998 silnice mezi Jarohněvicemi a Šelešovicemi, autonehoda) byl český šlechtic z rodu Strachwitzů, po komunistickém převratu v roce 1948 byl perzekvován, pracoval jako strojvůdce.

## Život
Narodil se jako druhý syn a třetí potomek Huga Strachwitze (1900–1978), který byl aktérem a signatářem všech tří deklarací zástupců české a moravské šlechty z let 1938 a 1939 a na jehož velkostatek byla za války uvalena vnucená správa, a jeho manželky Anny Marie Czerninové (1905–1993). Měl čtyři sourozence, tři bratry a jednu sestru. Z nich pouze Josef (1938–2008) neemigroval a žil v Kroměříži. Otec a František Schwarzenberg působili ve vedení Národního souručenství (1913–1992) a angažovali se v odboji. Jméno původně slezského a kladského rodu bylo Strachwitz, po druhé světové válce v červnu 1945 si ho změnili na český tvar Strachvic.

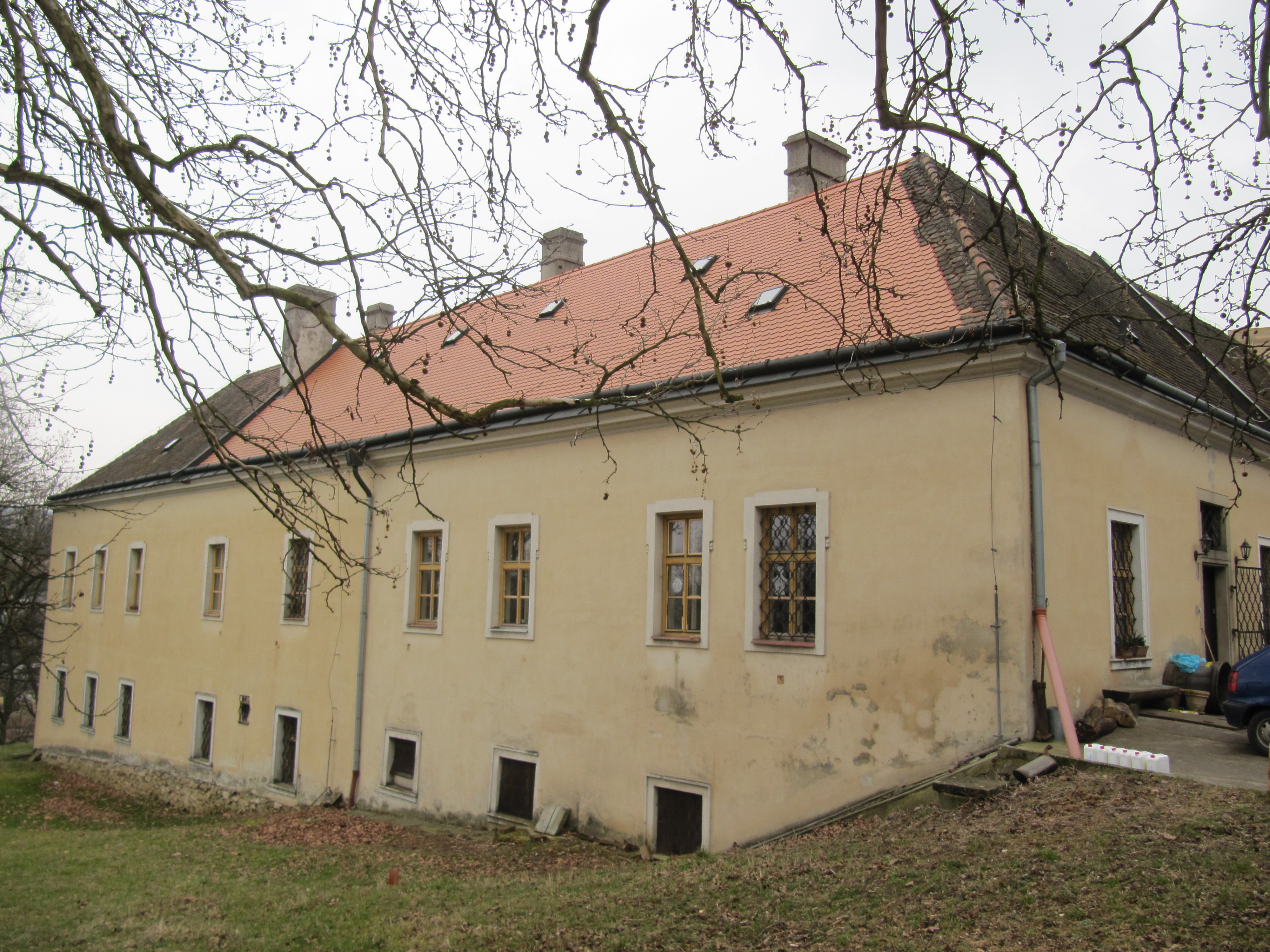
Zámek Zdounky

Mládí strávil na zámku Zdounky. Studoval na Arcibiskupském gymnáziu v Kroměříži, ale v tercii ze školy odešel. Mezi Únorem 1948 a rokem 1950 byl jeho rodičům zestátněn zdounský zámek a velkostatek, který tvořily dva dvory se 168 hektary polí a 730 hektary lesa. Otec byl pak zaměstnaný v mlékárně svého bývalého velkostatku. V roce 1952 byli rodiče a dva mladší bratři donuceni přestěhovat se ze zámku do domku starého řídícího učitele v Bařicích a otec začal pracovat jako pomocný dělník na opravě místních silnic. V letech 1958–1964 byl otec uvězněn ve Valdicích za neplacení milionářské daně a překlady z francouzštiny, potom se živil jako topič v kotelně. Rodiče emigrovali v roce 1968 do Rakouska.
Karel byl od ledna roku 1951 zaměstnán v Ostravě. Pracoval na šachtě Václav v Orlové, potom jako svářeč a palič přes půl roku v mostárně Vítkovických železáren, následně téměř dva roky ve Vítkovických železárnách u závodní dráhy. V říjnu 1953 narukoval na vojnu k Pomocným technickým praporům (PTP) do Kladna. Po třech týdnech dostali vojíni nabídku, že mohou pracovat na šachtě na Ostravsku. Karel se dostal k práci posunovače na železniční vlečce šachty, složil státní topičské a strojvůdcovské zkoušky. Po vojně začal topit na posunovacích a nákladních lokomotivách v Přerově a vyučil se jako strojní zámečník. V roce 1962 se přestěhoval do Ostravy a dostal se k vysněné práci strojvůdce. Směl si také dodělat maturitu. Často řídil rychlík na trase Praha-Přerov.
Bydlel v bytě v Praze-Holešovicích poblíž nádraží Praha-Bubny s výhledem na rozlehlé kolejiště. Po roce 1989 žil ve Zdounkách v domě č. 86. Po sametové revoluci sourozenci Strachvicové restituovali statek Zdounky. V roce 2007, už po tragické smrti Karla, zámek s okolními pozemky prodali manželům Vrškovým.

## Rodina
Poprvé se oženil 18. ledna 1958 v Olomouci s Alicí Kosovou (20. února 1931 Přerov – 26. února 1983 Hrdlív). Podruhé se oženil 4. října 1983 v Praze s Miladou Škývarovou (23. července 1939 Vsetín – 15. července 1998 Jarohněvice), která zemřela při autonehodě se svým manželem. Pro ni to byl také druhý sňatek, do roku 1972 byl jejím manželem Ladislav Navrátil.
Z prvního manželství se narodily tři dcery:
- 1. Pavla (* 27. 4. 1959 Přerov)
  - ⚭ I. (17. 3. 1978 Hrdlív, rozvedeni 1986) Jaroslav Vosmík (* 26. 3. 1955 Slaný)
  - ⚭ II. (13. 6. 1986 Smečno) Josef Brzybohatý (* 18. 9. 1945 Poříčí nad Sázavou)
- 2. Ivana (* 2. 11. 1961 Přerov)
  - ⚭ (19. 9. 1986 Karlštejn) Roman Janyš (* 7. 8. 1951 Praha)
- 3. Hana (* 2. 11. 1965 Ostrava)
  - ⚭ (13. 1. 1984 Smečno) Jaromír Janda (* 30. 6. 1964 Slaný)